# 五島市立奥浦中学校
五島市立奥浦中学校（ごとうしりつ おくうらちゅうがっこう）は、長崎県五島市奥浦町にあった公立中学校。
2024年（令和6年）3月末をもって閉校し、五島市立福江中学校に統合された。

## 概要
歴史
1947年（昭和22年）の学制改革によって新制中学校として発足。2022年（令和24年）に創立75周年を迎えた。
校訓
「自律・勤勉・融和」
校章
中央に「奥中」の文字（縦書き）を置いている。
校歌
作詞は市瀬正生、作曲は松尾政彦による。歌詞は3番まであり、各番に校名の「奥浦中学」が登場する。
校区
住所表記で五島市の後に「平蔵町、奥浦町、戸岐町」が続く地区。小学校区は五島市立奥浦小学校。

## 沿革
- 1947年（昭和22年）4月1日 - 学制改革（六・三制の実施）が行われる。
  - 旧・奥浦国民学校の初等科が改組され、「奥浦村立奥浦小学校」となる。
  - 旧・奥浦国民学校の高等科が改組され、「奥浦村立奥浦中学校」（新制中学校）となり、当面の間小学校に併設される。
- 1948年（昭和23年）9月 - 中学校教育振興会が発足。
- 1950年（昭和25年）
  - 4月 - 新校舎第一期工事が完成。
  - 11月 - 新校舎第二期工事が完成。
- 1951年（昭和26年）4月1日 - 奥浦村立戸岐中学校を統合。新校舎第三期工事が完了。
- 1953年（昭和28年）8月 - 多々良島に学校林を設定。
- 1954年（昭和29年）4月1日 - 町制合併・市制施行により、「福江市立奥浦中学校」に改称。
- 1956年（昭和31年）
  - 6月 - 京岳・平に学校実習地を設定。
  - 11月 - 浅草のり養殖場を設置。畜舎・堆肥舎が完成。
- 1957年（昭和32年）2月 - 旧倉庫を産業館とする。
- 1960年（昭和35年）8月 - 水産実習船「浦風号」が進水。
- 1961年（昭和36年）
  - 1月 - 校舎敷地造成工事を実施。旧干拓事務所を移築し図書室・教具室とする。
  - 4月 - 生徒数が最大の355名（9学級）を記録する。
  - 5月 - 2教室を増築。
- 1962年（昭和37年）9月 - 電話を設置。
- 1964年（昭和39年）1月 - 泉噴水を設置。
- 1967年（昭和42年）3月 - 国旗掲揚台を設置。
- 1974年（昭和49年）6月 - 体育館が完成。
- 1979年（昭和54年）5月 - 鉄筋コンクリート造新校舎が完成。校旗が寄贈される。
- 1992年（平成4年）4月 - スクールバスの運行を開始。
- 2004年（平成16年）8月1日 - 市町村合併により、「五島市立奥浦中学校」（現校名）へ改称。
- 2024年（令和6年）3月31日 - 五島市立福江中学校への統合により、閉校。

## 交通アクセス
最寄りのバス停
- 五島自動車（五島バス）「仁丹窄（にたんざこ）」バス停

最寄りの道路
- 長崎県道162号河務福江線

## 周辺
- 五島市立奥浦小学校
- 平和のばら保育園

## 参考資料
- 「福江市史 上巻」（1995年（平成7年）3月31日, 福江市）第3編 教育・文化、第2章 学校教育、第2節 学校の沿革と現況 p. 422